# Golden City (Missouri)
Golden City – miasto w Stanach Zjednoczonych, w stanie Missouri, w hrabstwie Barton.